# Lepturgotrichona
Lepturgotrichona es un género de escarabajos longicornios de la tribu Acanthocinini.

## Especies
- Lepturgotrichona bordoni Monné & Martins, 1976
- Lepturgotrichona cubaecola (Fisher, 1942)
- Lepturgotrichona stigmatica (Bates, 1881)